# 朝井大智
朝井 大智（あさい だいち、1985年12月30日- ）は、日本の俳優である。京都府出身。台湾五大家族、霧峰林家の十代目子孫である。漢名【林睦宸】。テンカラット所属。

## 来歴・人物
- 台湾で著名な清朝時代からの富豪だった台湾五大家族霧峰林家の家系。清末の台湾の軍人林朝棟や日本で貴族院議員も務めた林献堂などが著名な先祖にあたり、2015年の台湾映画Attabuにて主演の曽祖父に当たる林資鏗役を自ら演じた[1]。
- 中学3年生から高校3年生までを台湾、大学の4年間を上海で過ごす。上海交通大学卒業。以降9年間を台湾で過ごす。[2]
- 2019年の3月より日本での活動を開始する。2019年以前は台湾での活動が中心。[3]
- 2020年2月25日より芸名を「大地」から「朝井大智」に改める。

## 出演

### テレビドラマ
- 彼岸1945（2012年） - 佐久間 役
- GHOSTTOWN 第一夜（Episode1 - 3）・第二夜（Episode4 - 7）（2019年3月22日・26 日、フジテレビ「FODオリジナル連続ドラマ」） - 張天佑 役
- 僕はまだ君を愛さないことができる（2019年11月19日 - 12月10日、フジテレビ） - ヤン 役
- 夢食堂の料理人〜1964東京オリンピック選手村物語〜（2019年7月23日、NHK総合）
- 最上の名医（2019年10月2日、テレビ東京） - 石垣純 役
- モトカレマニア（2019年10月17日 - 12月12日、フジテレビ） - 新田浩二 役
- エ・キ・ス・ト・ラ!!! 第9話（2020年1月17日 - 3月20日、関西テレビ） - 滝口直人 役
- BS-TBS開局20周年記念ドラマ「伴走者」（2020年3月15日、BS-TBS） - 松浦隼 役
- 路〜台湾エクスプレス〜（2020年5月16日 - 30日、NHK総合）
- リアルプリンセス 第2回「ラプンツェル」（2020年8月28日、NHK総合） - キヨ 役
- 銀座黒猫物語 第9話 Bar yu-nagi 編（2020年9月11日、関西テレビ） - 木崎壮太 役
- だから私はメイクする 第4話（2020年10月29日、テレビ東京）
- コールドケース3〜真実の扉〜 第9話 故郷編（2021年2月6日、WOWOW）
- 華麗なる一族 第5話・第6話（2021年5月16日・23日、WOWOW） - 南 役
- ラブコメの掟〜こじらせ女子と年下男子〜（2021年4月8日 - 6月24日、テレビ東京） - 藤巻健二　役
- 八月は夜のバッティングセンターで。（2021年7月15日、テレビ東京） - 青沢陽太 役
- 最愛（2021年10月15日 - 12月17日、TBS） - 渡辺康介 役
- ドクターホワイト 第6話（2022年2月21日、フジテレビ） - 神足学人 役
- 封刃師 第3話・第4話 （2022年1月30日・2月6日、朝日放送テレビ）
- HOTEL -NEXT DOOR- 第2話 - 最終話（2022年9月17日 - 10月15日、WOWOW） - 劉 役
- 階段下のゴッホ（2022年9月21日 - 11月9日、TBSテレビ） - 源洋二 役[4]
- チェイサーゲーム 第6話・第7話（2022年10月14日・21日、テレビ東京）
- 永遠の昨日（2022年10月21日 - 12月9日、毎日放送） - 玉置 役[5]
- クロサギ 第5話・第9話（2022年11月18日・12月16日、TBSテレビ） - 王（ワン） 役[6]
- ホスト相続しちゃいました 第5話・第6話（2023年5月16日・5月23日、関西テレビ・フジテレビ） - 桐沢 役
- 連続テレビ小説（NHK）
  - 「らんまん」第22週 第108話 - （2023年8月30日 - 、NHK） - 陳志明 役[7]
  - 「ブギウギ」第15週 第67話（2024年1月8日、NHK） - 銃を持った男 役[8]
- ノッキンオン・ロックドドア 第7話、第8話（2023年9月9日・16日、テレビ朝日） - 片桐道隆 役[9]
- フェルマーの料理（2023年10月20日 - 12月22日、TBS） - 王明剣 役[10]
- 御社の乱れ正します! 第8話（2024年5月21日、BS-TBS） - 井上太一 役[11]
- モンスター 第3話（2024年10月28日、関西テレビ・フジテレビ系） - 竹下祥吾 役[12]
- 東京サラダボウル（2025年1月7日 - 3月4日、NHK総合・NHK BS4K） - 張柏傑 役[13]
- 対岸の家事〜これが、私の生きる道!〜 第2話 -（2025年4月8日 - 、TBS） - 蔦村修司 役[14]
- 特捜9 final season 第1話（2025年4月9日、テレビ朝日） - 赤尾元 役[15]
- ジョフウ 〜女性に××××って必要ですか?〜 第3話（2025年4月16日、テレビ東京） - シンイチ 役[16]

### 映画
- セデック・バレ（2011年） - 大泉通信兵 役
- 阿罩霧峰雲 抉擇Attabu（2013年） - 林祖密 役
  - 阿罩霧峰雲 抉擇Attabu（2013年）
  - 阿罩霧風雲Ⅱ 落子（2015年） Attabu2（英語版）
- 恋するヴァンパイア（2015年）
- 唐人街探偵 東京MISSION（僕はチャイナタウンの名探偵3）（2020年）
- ヤクザと家族 The Family（2021年1月29日、スターサンズ）
- 大阪闇金（2021年4月10日） - 南三蔵 役
- 京都カマロ探偵 （2022年6月17日、マグネタイズ） - 幻之介 役
- ボーダレス アイランド（2022年10月1日）
- 静かなるドン（2023年5月12日、ティ・ジョイ） - 沢木全次朗 役[17]
- 1秒先の彼（2023年7月7日、ビターズ・エンド）[18]
- 福田村事件（2023年9月1日、太秦）
- 雪風 YUKIKAZE（2025年8月15日、ソニー・ピクチャーズ エンタテインメント） - 西野章 役[19]
- 種まく旅人〜醪のささやき〜（2025年10月10日公開予定、アークエンタテインメント） - 岡村武 役[20][21]

### テレビ
- 日立 世界・ふしぎ発見!（TBSテレビ）
  - 京都の中の台湾 台湾の中の京都（2022年5月14日） - ミステリーハンターとして[22][23]
  - 神様の気まぐれ旅 台湾・媽祖祭 予測不能な400km（2023年4月22日） - ミステリーハンター[24][25]
- 突然ですが占ってもいいですか?（2023年7月10日、フジテレビ）

### ネット配信
- PopDaily 波波黛莉女孩暗黑真心話：第一次約會篇（2015年12月、台湾）
- 翻轉吧！菜鳥！（2017年4月、台湾）
- 恋するための8つの法則（2019年7月 - 、dTVチャンネル） - テツヤ 役

### MV
- 李榮浩「自拍」（2015年、台湾）
- ALIN「隨心所欲」（2016年、台湾）
- 鄭秀文「痛入心扉」（2017年、台湾）

### ショートフィルム
- 瑞穗鮮乳 第三章 我的媽媽 菜鳥媽媽 （2015年11月、台湾）

### 広告
| 2007年  | FROM A             | 日本 |
| 200７年 | AQUARIUS           | 台湾 |
| 2008年  | 蘇州電器           | 中国 |
| 2012年  | 統一綠茶           | 中国 |
| 2012年  | KFC-下午茶去哪兒篇 | 中国 |
| 2012年  | 韋恩咖啡           | 台湾 |
| 2012年  | 花王 魔術靈        | 台湾 |
| 201４年 | MAZDA CX           | 台湾 |
| 2014年  | 花王 魔術靈        | 台湾 |
| 2015年  | TOYOTA RAV4        | 台湾 |
| 2015年  | 花王 ATTACK        | 台湾 |
| 201５年 | IKEA               | 台湾 |
| 2016年  | HTC                | 台湾 |
| 2017年  | LUXGEN C3          | 台湾 |
| 2017年  | SEIKO              | 台湾 |
| 2017年  | 御茶園             | 台湾 |
| 2017年  | 鬼洗い牛仔褲       | 台湾 |
| 2017年  | 7-11               | 台湾 |
| 2017年  | 金門高粱酒         | 台湾 |